# Зайнулин, Минизаит Гусманович
Минизаи́т Гусма́нович (Михаи́л Григо́рьевич) Зайну́лин (род. 3 января 1954, Торея) — советский и российский тренер по боксу. В течение многих лет работал тренером в боксёрском клубе «Таран» посёлка Новочунка, где подготовил плеяду титулованных спортсменов, в частности его подопечными были Андрей Мишин и Дмитрий Башкатов. Заслуженный тренер России (1998).

## Биография
Минизаит Зайнулин родился 3 января 1954 года в посёлке Торея Иркутской области. Увлёкся боксом с детства по примеру старшего брата, окончил Красноярское командное речное училище, проходил службу в рядах Вооружённых Сил СССР.
В 1978 году переехал на постоянное жительство в посёлок Новочунка, где устроился работать учителем физкультуры в местной средней школе. Спустя несколько лет в здании бывшей конторы леспромхоза открыл собственную секцию бокса, куда стал набирать детей, желающих заниматься этим видом спорта. Позже на базе этой спортивной секции в новом построенном здании Зайнулиным был создан боксёрский клуб «Таран», вмещавший уже гораздо большее количество учеников.
В 1986 году получил высшее педагогическое образование, окончил Бурятский государственный педагогический институт.
За долгие годы тренерской работы Минизаит Зайнулин подготовил ряд титулованных спортсменов, добившихся успеха на международной арене. Один из самых известных его воспитанников — заслуженный мастер спорта Андрей Мишин, чемпион Европы, победитель Игр доброй воли, участник летних Олимпийских игр в Сиднее. Другой его ученик, мастер спорта международного класса Дмитрий Башкатов, является серебряным и бронзовым призёром чемпионатов России, чемпион Европы среди юниоров, победитель нескольких крупных международных турниров. Под руководством Зайнулина тренировался чемпион Иркутской области Дмитрий Артёменко. Его сыновья Евгений и Равиль так же стали успешными боксёрами.
За выдающиеся достижения на тренерском поприще в 1998 году Минизаит Зайнулин был удостоен почётного звания «Заслуженный тренер России».
В 2015 году избран депутатом Чунской районной Думы седьмого созыва от партии «Справедливая Россия», член комитета по вопросам социальной и молодёжной политики. В 2017 году баллотировался на выборах главы Новочунского муниципального образования.
Директор некоммерческой организации «Фонд поддержки и развития бокса имени заслуженного тренера РФ М. Г. Зайнулина».